# Deveta egipčanska dinastija
Deveta egipčanska dinastija se skupaj s Sedmo, Osmo, Deseto in Enajsto dinastijo pogosto združuje v tako imenovano  Prvo vmesno obdobje Egipta. Dinastije, ki je domnevno nasledila Osmo dinastijo, je izjemno nejasna. Prevzem oblasti herakleopolskih vladarjev je bil nasilen in se odraža v Manetovem opisu ustanovitelja dinastije Ahtoesa, ki je bil »bolj nasilen kot njegovi predhodniki« in je »počel strašne stvari po celem Egiptu«.

## Vladarji
Deveta dinastija je bila ustanovljena v Heracleopolisu Magna, od koder je vladala tudi Deseta dinastija. Egipt v tistem času ni bil združen, zato se vladavine Devete dinastije in drugih lokalnih dinastij pogosto prepletajo in prekrivajo. Na Torinskem seznamu kraljev je v Deveti dinastiji omenjenih osemnajst vladarjev, vendar so nekatera imena poškodovana, neprepoznavna ali izgubljena.
V naslednji preglednici je seznam mogočih vladarjev Devete dinastije, ki temelji na Torinskem seznamu, sicer pa so mnenja egiptologov o zaporedju vladarjev v tej in  naslednji dinastiji deljena. Z arheološkimi najdbami sta nedvoumno dokazana samo Meriibre Heti in Nebkaure Heti.
| Ime                    | Komentar                                                      |
| ---------------------- | ------------------------------------------------------------- |
| Meriibre Heti          | Manetov Achthoes, nomarh, ki se je razglasil za faraona.      |
| [izgubljeno ime]       | -                                                             |
| Neferkare VII.         | Lahko bi bil Kaneferre, omenjen v grobnici nomarha Anktifija. |
| Nebkaure Heti II       | Omenjen tudi v povesti Zgovorni kmet.                         |
| Setut                  | -                                                             |
| [izgubljeno ime]       | -                                                             |
| Mer[...]               | -                                                             |
| Šed[...]               | -                                                             |
| H[...]                 | -                                                             |
| [tri izgubljena imena] | -                                                             |
| User(?)[...]           | -                                                             |